# Amaioua contracta
Amaioua contracta är en måreväxtart som beskrevs av Paul Carpenter Standley. Amaioua contracta ingår i släktet Amaioua och familjen måreväxter. Inga underarter finns listade i Catalogue of Life.